# Дніпровський апеляційний суд
Дніпровський апеляційний суд — загальний суд апеляційної (другої) інстанції, розташований у містах Дніпрі та Кривому Розі, юрисдикція якого поширюється на Дніпропетровську область.
Криворізька частина суду існує з 2002 року.
Суд з сучасною назвою утворений 2 липня 2018 року, останнім із судів своєї ланки, на виконання Указу Президента «Про ліквідацію апеляційних судів та утворення апеляційних судів в апеляційних округах» від 29 грудня 2017 року, згідно з яким мають бути ліквідовані апеляційні суди та утворені нові суди в апеляційних округах.
Апеляційний суд Дніпропетровської області здійснював правосуддя до початку роботи нового суду, що відбулося 3 жовтня 2018 року.
Указ Президента про переведення суддів до нового суду прийнятий 28 вересня 2018 року.

## Структура
Структура суду передбачає посади голови суду, його заступника, керівника апарату, його заступника, суддів, їх помічників, секретарів, судових розпорядників, інші відділи та сектори.
Суддівський корпус формує судові палати: у цивільних справах та кримінальних справах. З числа суддів, що входять до палати, обирається її секретар.

## Керівництво
Голова суду — Мудрецький Роман Володимирович
 Заступник голови суду — Живоглядова Ірина Карлівна
 Заступник голови суду — Куценко Тетяна Рудольфівна
 Керівник апарату — Опанасюк Оксана Віталіївна.

## Стан здійснення правосуддя
Державна судова адміністрація України, проаналізувавши діяльність судів у першому півріччі 2020 року, дійшла висновку, що Дніпровський апеляційний суд вчасно розглядає судові справи, ефективно використовуючи трудові та фінансові ресурси. За цим показником він увійшов до п'ятірки найкращих в Україні.